# Murakami Tennō
Murakami Tennō (村上天皇?) (14 de julio de 926-5 de julio de 967) fue el 62.º emperador de Japón, según el orden tradicional de sucesión. Reinó entre 946 y 967. Antes de ser ascendido al Trono de Crisantemo, su nombre personal (imina) era Príncipe Imperial Nariakira (Nariakira-shinnō).

## Genealogía
Fue el decimocuarto hijo de Daigo Tennō, y el hermano menor de Suzaku Tennō por otra madre.
Tuvo diez emperatrices y consortes imperiales y 19 hijos.

## Biografía
El Príncipe Imperial Nariakira fue nombrado Príncipe de la Corona en 944, ascendió al trono en 946 a la edad de 20 años, tras la abdicación de su hermano mayor el Emperador Suzaku. Es nombrado como Emperador Murakami.
El tío materno del Emperador Murakami, Fujiwara no Tadahira, actuó como sesshō (regente) hasta 949, cuando murió. Tras la muerte de Tadahira, no hubo regente y aunque algunos eruditos piensan que el Emperador Murakami gobernó directamente, el clan Fujiwara mantuvo el poder en Japón, sobre todo con los hermanos Fujiwara no Saneyori y Fujiwara no Morosuke, quienes gobernaban de facto el país. 
En 951, el emperador ordena la compilación de la antología poética Gosen Wakashū, realizada por los Cinco Hombres de la Cámara de la Pera bajo el patrocinio del emperador.
En 960, el Palacio Imperial sufre su primer gran incendio, desde el traslado de la capital de Japón desde Nara a Heian-kyō en 794.
El Emperador Murakami fue un personaje cultura del período Heian. Fue hábil con la flauta y el koto (arpa japonesa).
En 967 fallece repentinamente a la edad de 40 años, y fue sucedido por Reizei Tennō.

## Kugyō
Kugyō (公卿) es el término colectivo para los personajes más poderosos y directamente ligados al servicio del emperador del Japón anterior a la restauración Meiji. Eran cortesanos hereditarios cuya experiencia y prestigio les había llevado a lo más alto del escalafón cortesano.
- Kanpaku:  Fujiwara no Tadahira (880 – 949)[8]
- Daijō Daijin: Fujiwara no Tadahira[9]
- Sadaijin: Ono-no-Miya Fujiwara no Saneyori (900 – 970)[10]
- Udaijin: Fujiwara no Saneyori[11]
- Udaijin: Fujiwara no Morosuke (908 – 960)[9]
- Udaijin: Fujiwara no Akitada (920 – 969)[9]
- Udaijin: Minamoto no Takaakira (920 – 969)[9]
- Nadaijin:
- Dainagon:

## Eras
- Tengyō (938 – 947)
- Tenryaku (947 – 957)
- Tentoku (957 – 961)
- Ōwa (961 – 964)
- Kōhō (964 – 968)